# شیخه ربیعه
شیخه ربیعه (انگلیسی: Cheikha Rabia؛ زاده ) یک موسیقی‌دان است.